# Андрейчин Михайло Антонович
Миха́йло Анто́нович Андрейчин (нар. 22 лютого 1940, с. Веселівка, Україна) — український вчений у галузі інфекційних хвороб, епідеміології та військової епідеміології.

## Наукові ступені, звання
- Доктор медичних наук (1981), професор (1983);
- Заслужений діяч науки і техніки України (1995);
- дійсний член Нью-Йоркської АН (1995);
- член-кореспондент (2007—2017), академік (2017) Академії медичних наук України;
- академік Академії медичних наук України (2017);[1]
- академік Академії наук вищої освіти України;
- член Європейського товариства з хіміотерапії інфекційних хвороб (1996),
- дійсний член Товариства інфектологів Литви
- почесний член Всесвітнього біографічного центру Кембриджського університету (1999),
- почесний член Польського товариства лікарів-епідеміологів та інфекціоністів,
- почесний професор Харківського НДІ мікробіології та імунології ім. І. І. Мечникова,
- дійсний член Наукового товариства імені Шевченка.

Ім'я Михайла Андрейчина внесено у Всесвітній бібліографічний довідник видатних людей «Хто є Хто» (1999).

## Відзнаки
- почесна медаль Фонду миру (1986)
- срібна медаль ВДНГ (1989)
- нагорода Ярослава Мудрого АН вищої школи України (1997)
- почесна медаль А. Річинського «За значний внесок у духовність України» (2002)
- всеукраїнська премія ім. С. Подолинського (2005)
- відзнака Тернопільської міської ради II ступеня (2010)
- премія Національної Академії медичних наук України (2013)
- премія імені Братів Лепких (2013)[2]
- Почесні грамоти Верховної Ради України, Кабінету Міністрів України і Міністерства охорони здоров'я
- орден Архістратига Михаїла
- медаль «Ветеран праці»
- медаль Агапіта Печерського Асоціації інфекціоністів України «За внесок у боротьбу з інфекційними хворобами»
- пам'ятна медаль «Знання, душу, серце — людям» (1 лютого 2017)[3][4]

## Життєпис
Михайло Антонович Андрейчин народився 22 лютого 1940 року в селі Веселівка (пізніше мешканці переселені в с. Дворіччя) Теребовлянського району Тернопільської області тодішньої УРСР.
Закінчив Копичинецьку середню школу, Тернопільський медичний інститут (1963). Працював терапевтом у Бережанському районі.
Від 1966 — у Тернопільському медичному інституті (нині університет): клінічний ординатор, асистент, доцент, професор. З 1981 р. — завідувач кафедри інфекційних хвороб та епідеміології . У 1983—2004 — проректор з наукової роботи. У цей період значно зріс науковий потенціал університету, який за відсотком викладачів з науковими ступенями і показниками науково-дослідної роботи став одним із провідних серед вищих медичних навчальних закладів України.
У 1997 році очолив ініціативну групу, зусиллями якої створено Асоціацію інфекціоністів України. Відтоді й донині є президентом Асоціації. За його керівництва проведено 5 з'їздів інфекціоністів України, 38 пленумів і науково-практичних конференцій, рекомендації яких враховуються Міністерством охорони здоров'я. 

## Наукова діяльність

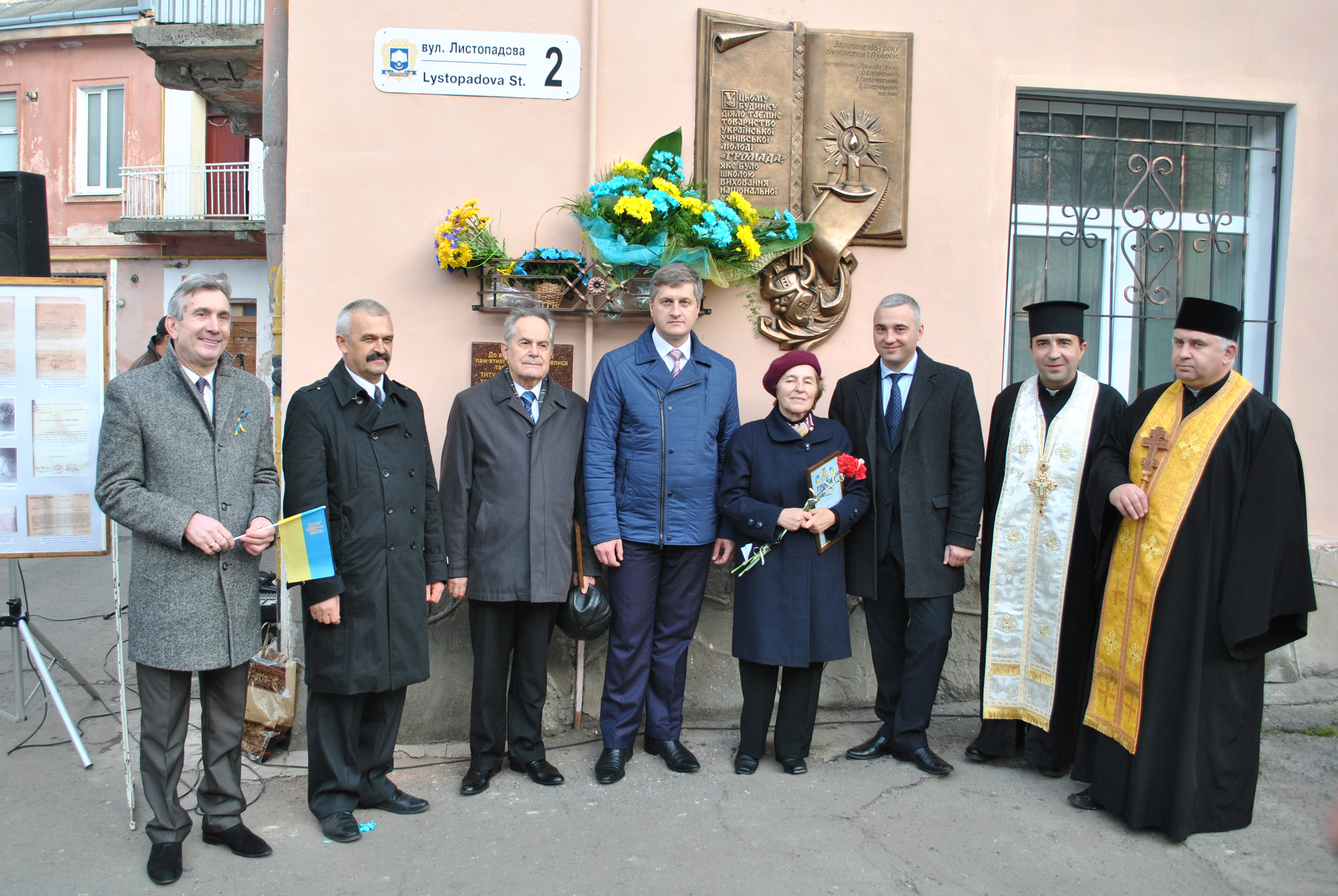
На відкритті пам'ятної дошки товариству «Громада» (третій зліва)

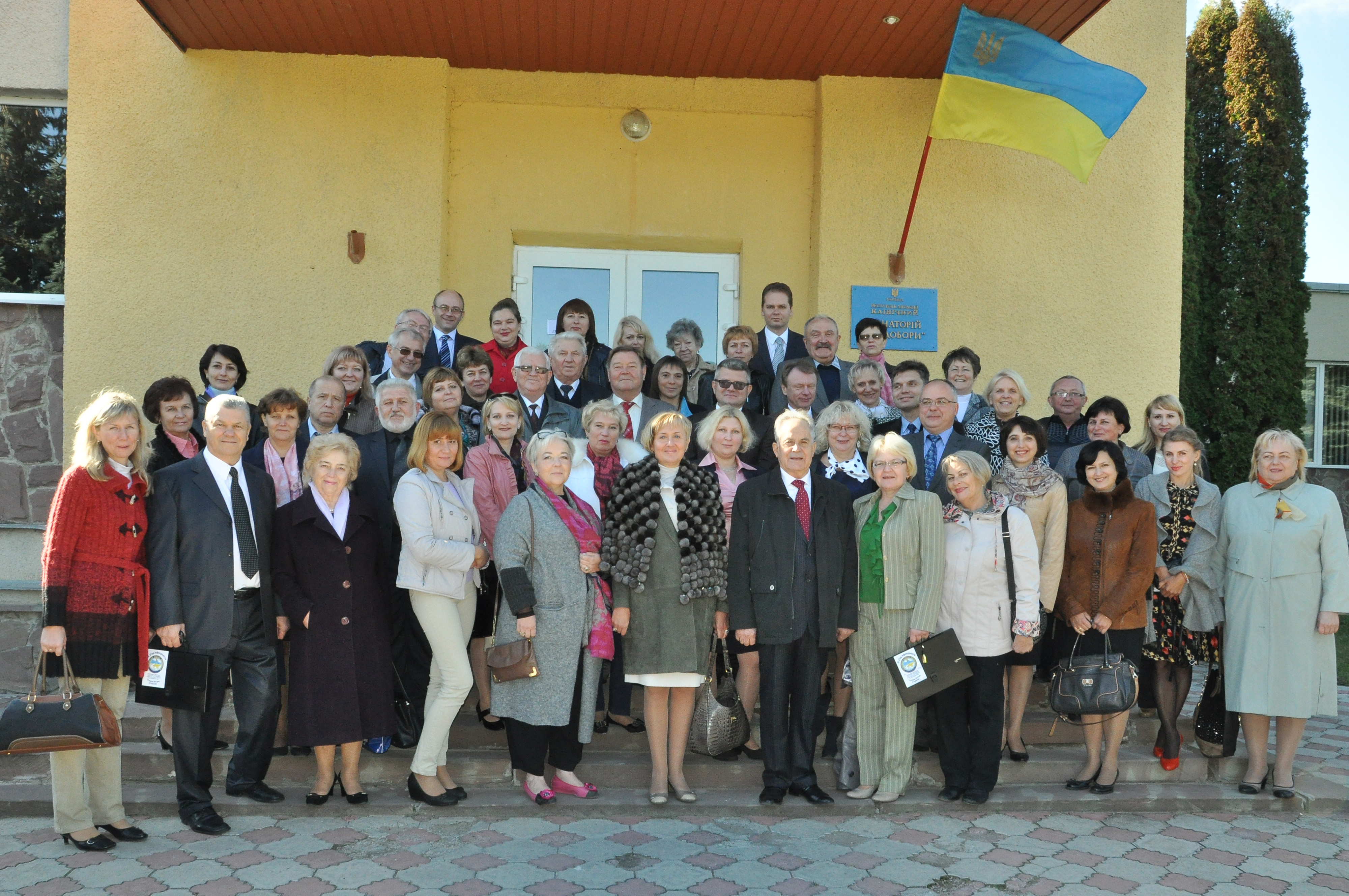
Учасники IX з'їзду інфекціоністів України, який відбувся 7–9 жовтня 2015 року в санаторії «Медобори»

У 1971 році захистив кандидатську дисертацію, у 1981 — докторську, у 1983 — отримав звання професора.
Михайло Андрейчин описав сім раніше невідомих клінічних симптомів інфекційних хвороб. Уперше розробив термографічну семіотику гострих респіраторних інфекцій, вірусних гепатитів, харчових токсикоінфекцій, шигельозу, лептоспірозу, оперізувального герпесу та інших і запропонував термографічні критерії їх диференційної діагностики.
Отримав нові дані про біохімічні та імунологічні процеси, дисфункцію ендотелію при вірусних гепатитах, формування фетоплацентарної недостатності у вагітних на тлі цих гепатитів, ризики розвитку первинного раку печінки. Поглибив знання про механізм лікувальної дії різних видів ентеросорбентів, антиоксидантів, гепатопротекторів, імуностимуляторів й обґрунтував доцільність їхнього поєднаного застосування при інфекційних захворюваннях.
Запропонував метод колоносорбції при гострих кишкових інфекціях, що суттєво пришвидшує клінічне одужання і забезпечує санацію кишечнику від патогенних мікроорганізмів без додаткового застосування антибактерійних засобів. Науковцем доведено можливість підвищити лікувальну ефективність рекомбінантних α-інтерферонів та індукторів інтерфероноутворення при вірусних гепатитах за умови попередньої дезінтоксикації організму ентеросорбентами. Розроблено аерозольну інтерферонотерапію гострих респіраторних вірусних інфекцій і вперше апробовано новий вітчизняний препарат нуклеїнової кислоти (нуклекс) й доведено їх високу клінічну ефективність. Отримано і впроваджено в лікарську практику протилептоспірозний алогенний імуноглобулін, за допомогою якого вдалося утричі знизити летальність при тяжких формах недуги.
Ініціатор створення та автор двох підручників з військової епідеміології (2002, 2015), які впроваджені у навчальний процес на профільних кафедрах медичних університетів і Української військово-медичної академії.
Науковець узагальнив світовий досвід з медичної протидії біотероризму і розробив низку пропозицій для лікувально-профілактичних закладів й Міністерства охорони здоров'я.

## Науковий доробок
Опублікував серію статей з актуальних питань медичної протидії біотероризму, військової епідеміології, біоетики та історії боротьби з інфекційними хворобами в Україні. Долучився до складання навчальних програм і перших компакт-дисків та віртуальних програм з епідеміології та інфекційних хвороб і входження медичних університетів України в Європейський освітній простір.
Професор Михайло Андрейчин — автор та співавтор 670 наукових і понад 200 публіцистичних і науково-популярних праць, у тому числі 47 книжок (монографій, підручників, посібників, довідників). Має 61 патент і авторське свідоцтво на винаходи. Підготував 17 докторів і 36 кандидатів наук.
Ініціатор створення і головний редактор щоквартального всеукраїнського науково-медичного журналу «Інфекційні хвороби» (з 1995 р., вже видано 86 числа), член наукової ради Національної Академії медичних наук України. З 2003 р. очолює Тернопільський осередок Наукового товариства імені Шевченка, за його редакцією випущено 10 томів наукових праць осередку та ряд інших видань.
Член 14 редакційних рад медичних журналів (протягом різних років).

### Основні праці
Основні наукові та навчальні праці (самостійні або у співавторстві):
- « Бактериальный эндотоксикоз» (Саратов; 1991. — 239 с.)
- «Посібник з анатомії і клінічної термінології» (Київ; Здоров'я, 1993. — 223 с.)
- «Важливі зоонози» (Київ; Здоров'я, 1994. — 253 с.)
- «Довідник фельдшера у двох книгах» (Київ; Здоров'я, 1997. — 1421 с.)
- «Бактериальные диареи» (Київ; Здоров'я, 1998. — 412 с.)
- «Епідеміологія» (Тернопіль; Укрмедкнига, 2000. — 381 с.)
- «Шигельоз» (Тернопіль; Укрмедкнига, 2002. — 362 с.)
- «Епідеміологія екстремальних умов з курсом військової епідеміології» (Тернопіль: Укрмедкнига, 2002. — 270 с.),
- «Біотероризм. Медична протидія» (Тернопіль: Укрмедкнига, 2005. — 300 с.)
- «Infectious diseases» (Тернопіль; Укрмедкнига, 2007. — 500 с.)
- «Черевний тиф (нове про патогенез, діагностика, лікування)» (Харків, 2009. — 142 с.)
- «Вірусні гепатити і рак печінки» (Тернопіль: ТДМУ, 2010. — 188 с.)
- «Атлас інфекційних хвороб» (Тернопіль: ТДМУ, 2010. — 248 с.)
- «Гострі респіраторні вірусні інфекції» (Тернопіль: ТДМУ, 2011. — 304 с.)
- «Медсестринство при інфекційних хворобах: підручник» (Тернопіль: ТДМУ, 2011. — 472 с.)
- «Епідеміологія: підручник» (Вінниця: Нова Книга, 2012. — 576 с.)
- «Інфекційні хвороби: підручник» (Київ: ВСВ «Медицина», 2012. — 728 с.)
- «Infectious diseases» (Чернівці: вид-во БДМУ, 2013. — 336 с.)
- «Професійні інфекційні хвороби» (Київ: ВД «Авіцена», 2014. — 528 с.)
- «Військова епідеміологія з епідеміологією надзвичайних ситуацій» (Тернопіль: ТДМУ, 2015. — 320 с.)
- «Асоціація інфекціоністів України: Довідник» (Тернопіль: ТДМУ, 2015. — 261 с.)
- «Бібліографія» (Тернопіль: ТДМУ, 2015. — 111 с.)
- «Лептоспіроз: монографія» (Тернопіль: ТДМУ, 2016. — 276 с.)